# Pieris

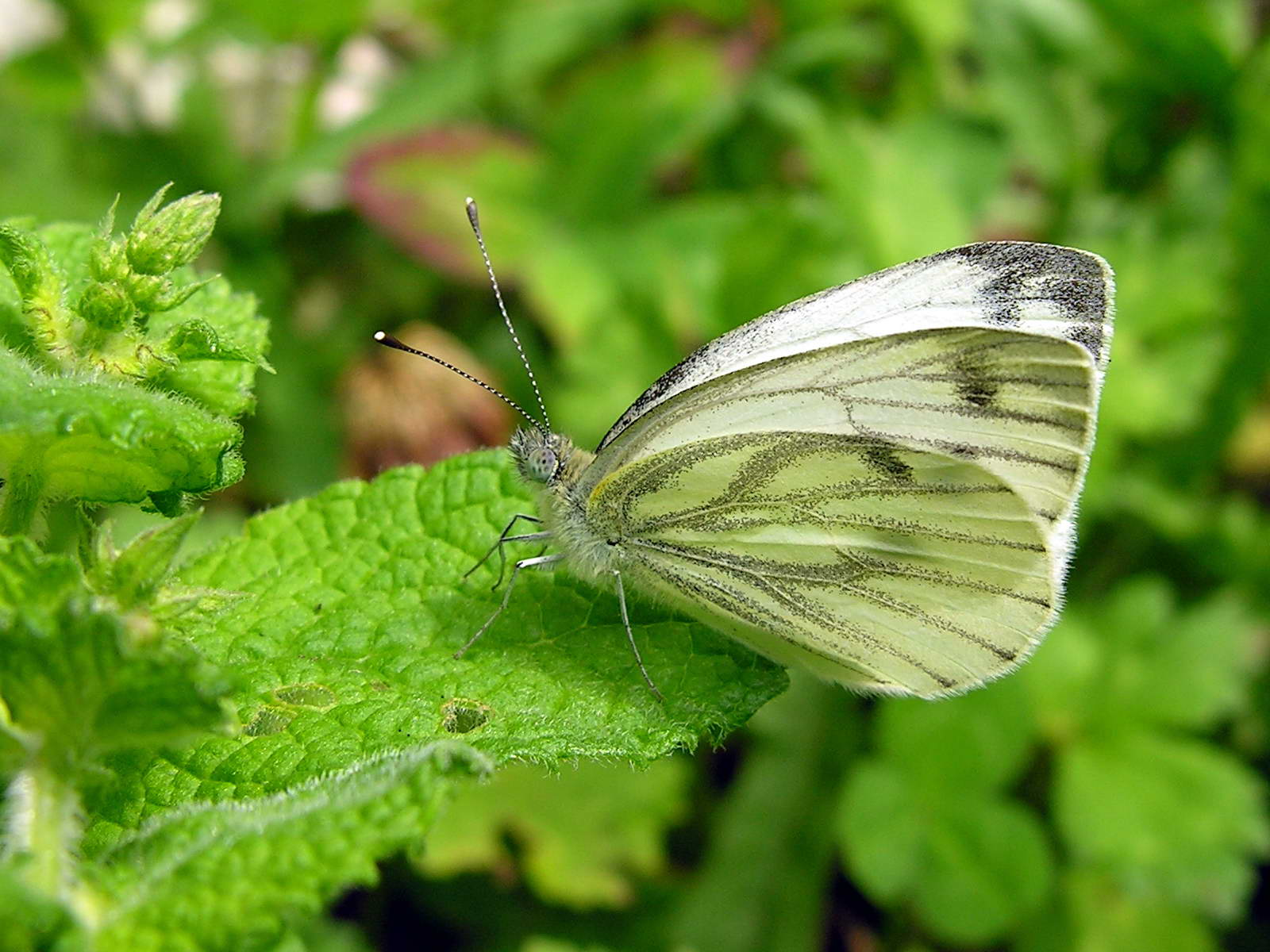
Veined White (Pieris napi)

Pieris, hay bướm trắng hay bướm vườn, là một chi bướm ngày phân bố phổ biến thuộc họ Pieridae. Nhiều loài trong chi này có sâu ăn cải bắp và các loài khác thuộc họ Brassicaceae. Những yếu tố hóa học cơ bản của mối liên hệ với các nhóm thực vật nhất định đã được nghiên cứu hơn 100 năm, và ngày nay người ta biết rằng nhờ những thích nghi sinh hóa của chúng với các chất hóa học glucosinolates có trong các loài thực vật trên. Ngược lại với hầu hết các loài côn trùng khác, sâu của Pieris có thể phân giải chất độc của các hợp chất này, và yếu tố đặc biệt nữa là chúng sẽ không ăn bất kỳ loại thức ăn nào mà không có glucosinolates.
Con cái của các loài thuộc chi Pieris phản xạ UV, trong khi con đực thì hấp thu mạnh các tia UV do lượng sắc tố trong chúng lớn.

## Các loài và phụ loài đặc trưng
Arranged alphabetically
- Pieris ajaka Moore, 1865
- Pieris angelika Eitschberger, 1983 – Arctic White
- Pieris balcana Lorkovic, 1970 – Balkan Green-veined White
- Pieris bowdeni Eitschberger, 1984
- Pieris brassicae (Linnaeus, 1758) – Large (Cabbage) White
- Pieris brassicoides Guérin-Méneville, 1849
- Pieris bryoniae (Hübner, [1790-1793]) – Dark-veined White or Mountain Green-veined White
- Pieris canidia (Linnaeus, 1768) – Indian Cabbage White
- Pieris cheiranthi (Hübner, 1808) – Canary Islands' Large White
- Pieris davidis Oberthür, 1876
- Pieris deota (de Nicéville, 1884) – Kashmir White
- Pieris dubernardi Oberthür, 1884
  - Pieris dubernardi chumbiensis (de Nicéville, 1884) – Chumbi White
- Pieris dulcinea (Butler, 1882)
- Pieris ergane (Geyer, [1828]) – Mountain Small White
- Pieris erutae Poujade, 1888
- Pieris euorientis (Verity, 1908)
- Pieris extensa Poujade, 1888
- Pieris krueperi Staudinger, 1860 – Krueper's Small White
  - Pieris krueperi devta (de Nicéville, 1884) – Green-banded White
- Pieris mahometana (Grum-Grshimailo, 1888)
- Pieris mannii (Mayer, 1851) – Southern Small White
- Pieris marginalis Scudder, 1861 – Margined White
  - Pieris marginalis reicheli Eitschberger, 1983 – Reichel's Margined White
- Pieris meckyae Eitschberger, 1983 – Mecky's White
- Pieris melete Ménétriés, 1857 – Gray-veined White Butterfly
- Pieris naganum Moore, 1884 – Naga White
- Pieris napi (Linnaeus, 1758) – Green-veined White or Veined White
- Pieris narina (Verity, 1908)
- Pieris nesis Fruhstorfer, 1909
- Pieris ochsenheimeri (Staudinger, 1886)
- Pieris oleracea Harris, 1829 – Mustard White
  - Pieris oleracea frigida Scudder, 1861 – Newfoundland White
- Pieris persis (Verity, 1922)
- Pieris pseudorapae (Verity, [1908])
- Pieris rapae (Linnaeus, 1758) – Small White or (Small) Cabbage White
- Pieris tadjika Grum-Grshimailo, 1888
- Pieris virginiensis (W.H. Edwards, 1870) – West Virginia White

## Hình ảnh

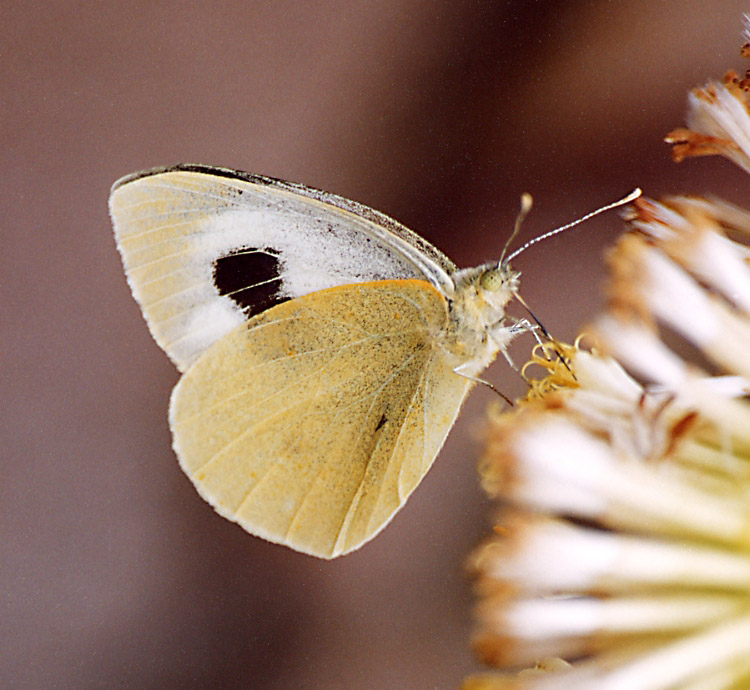
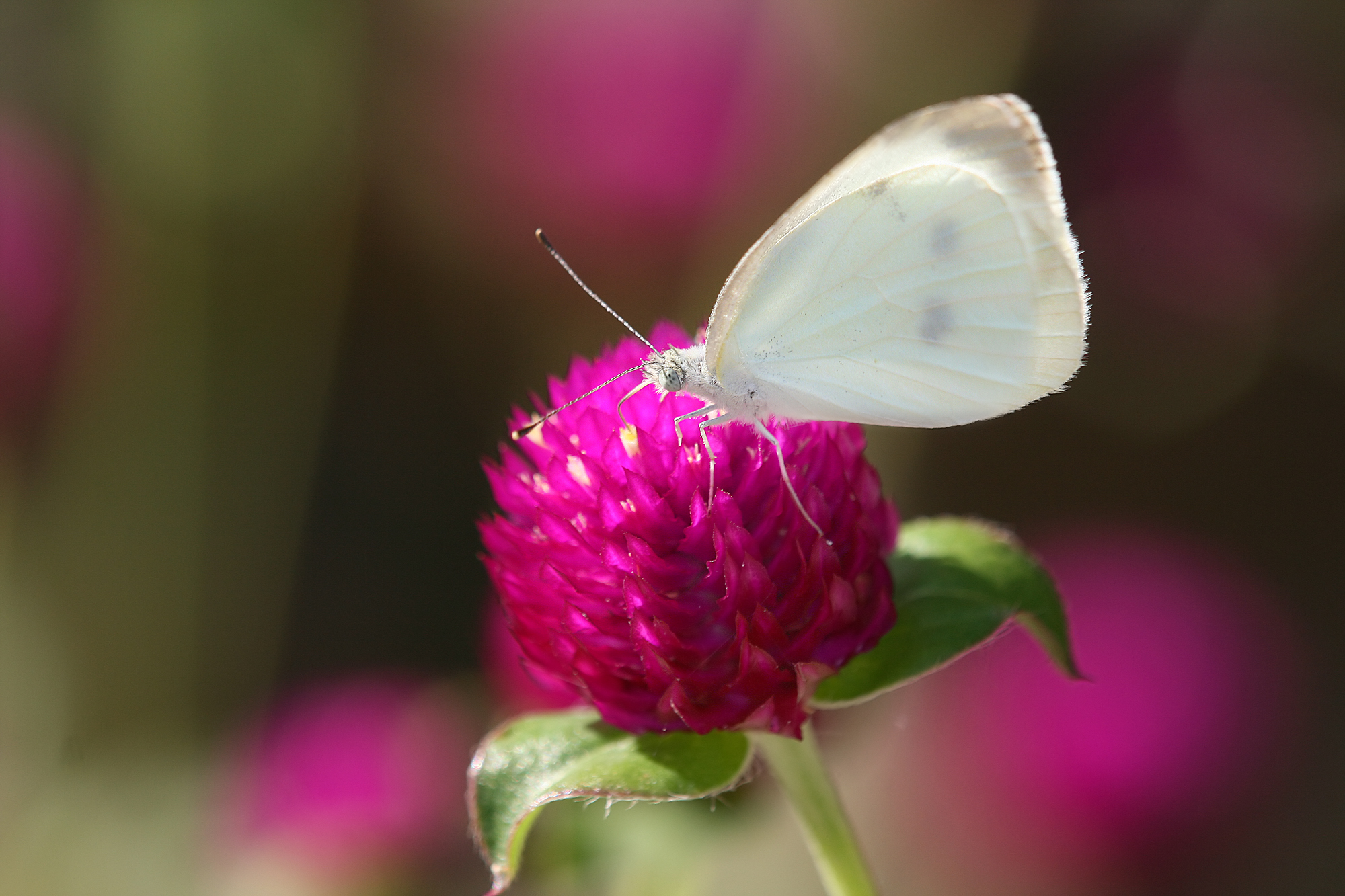
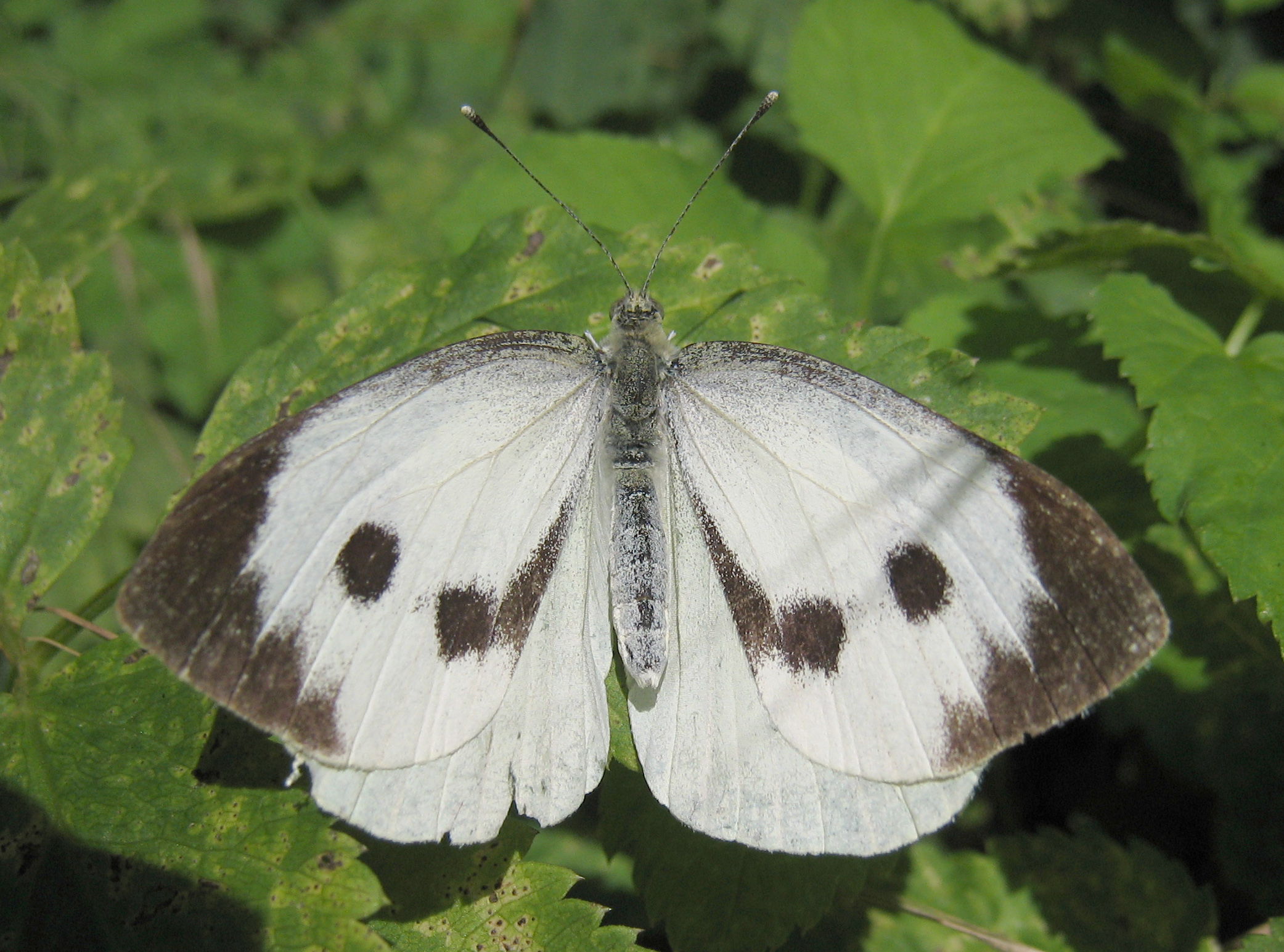
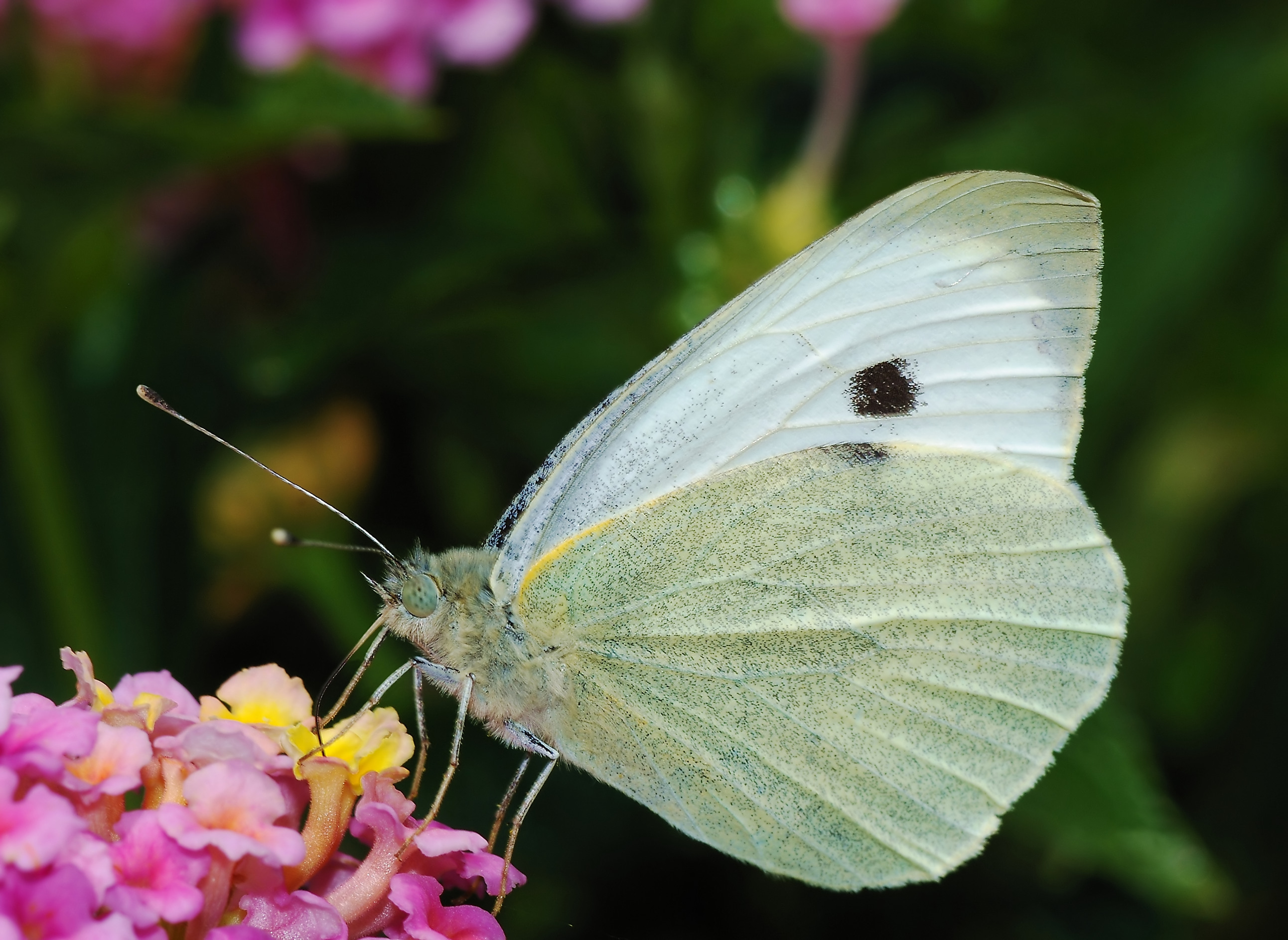
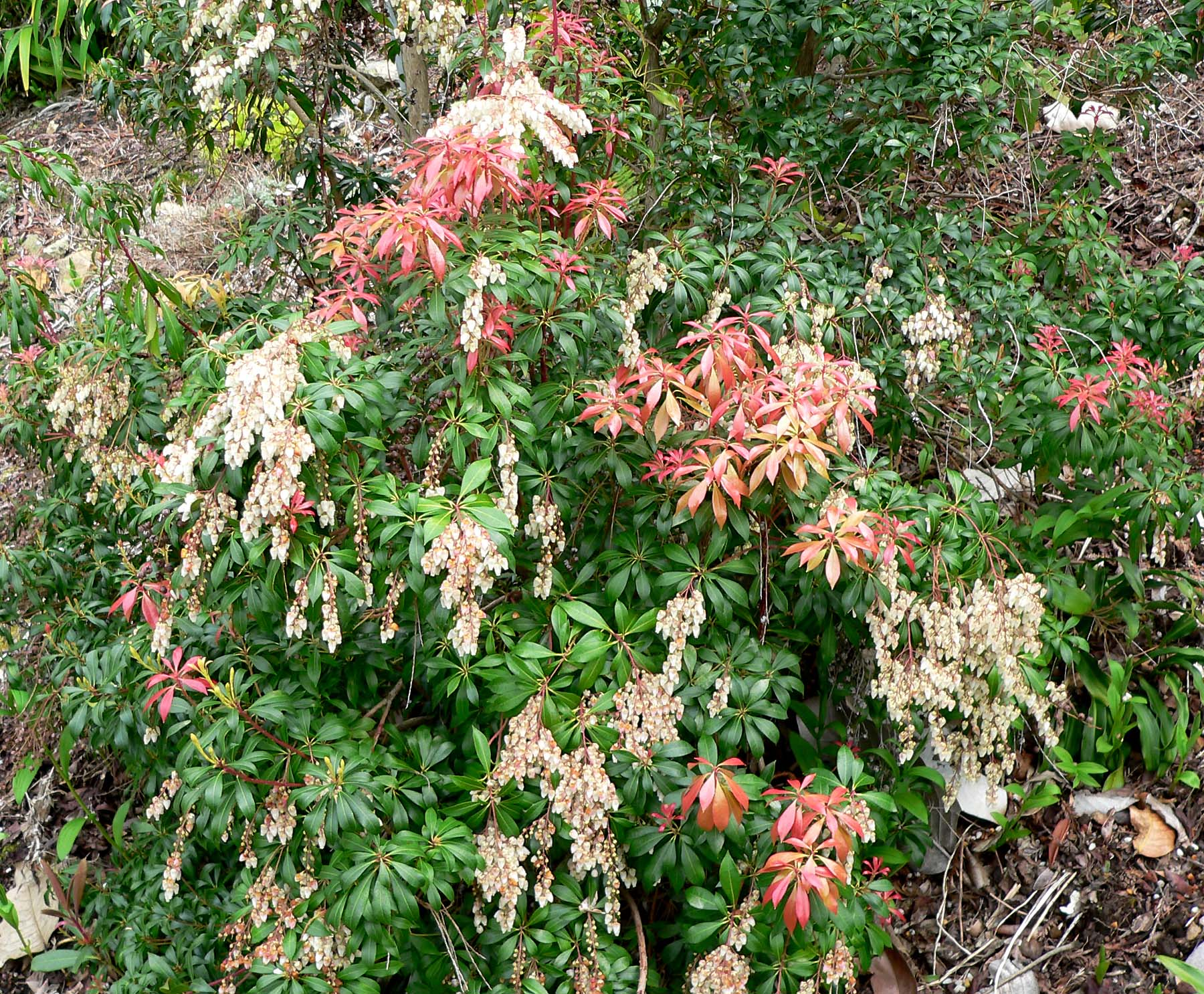
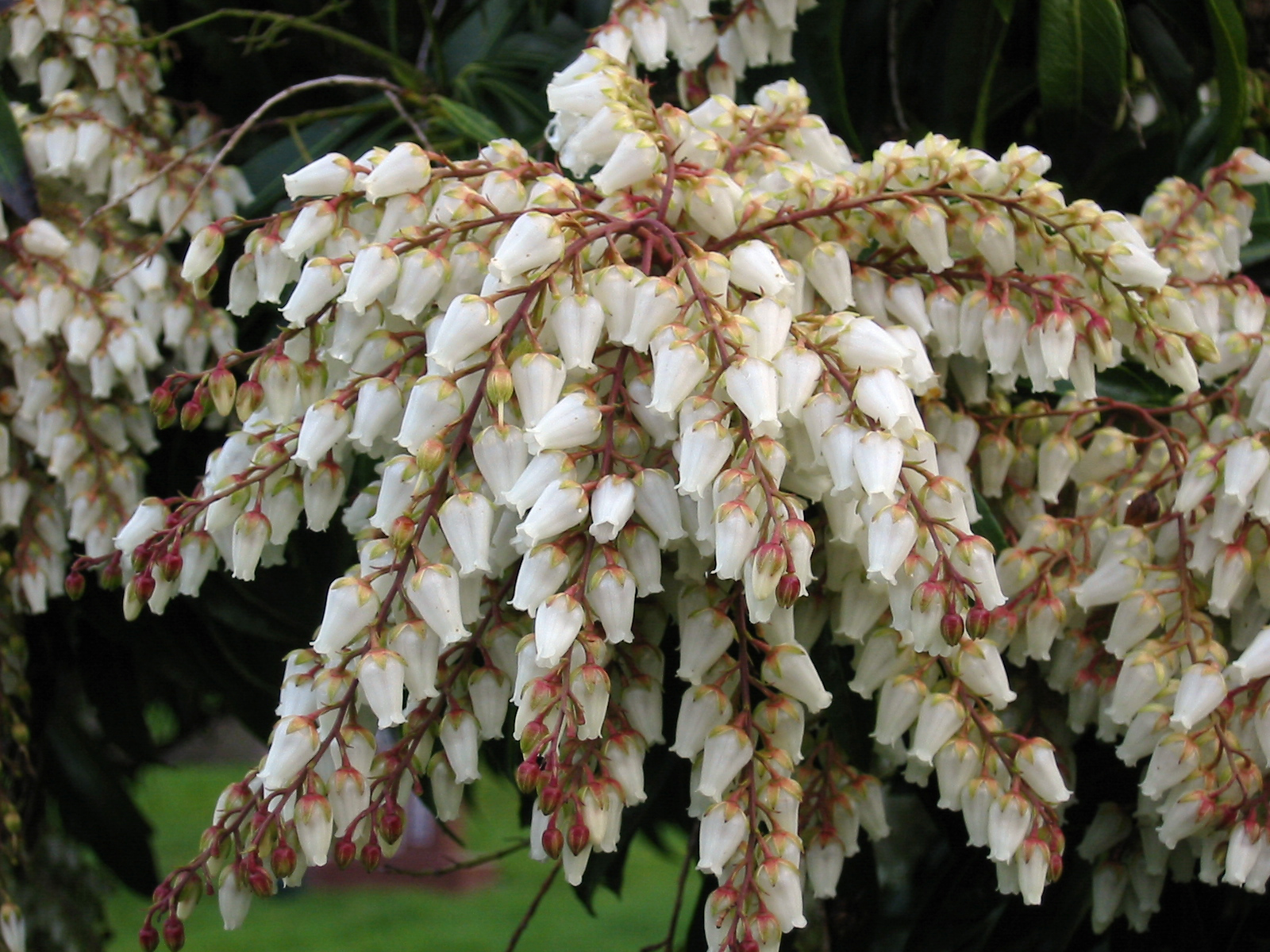
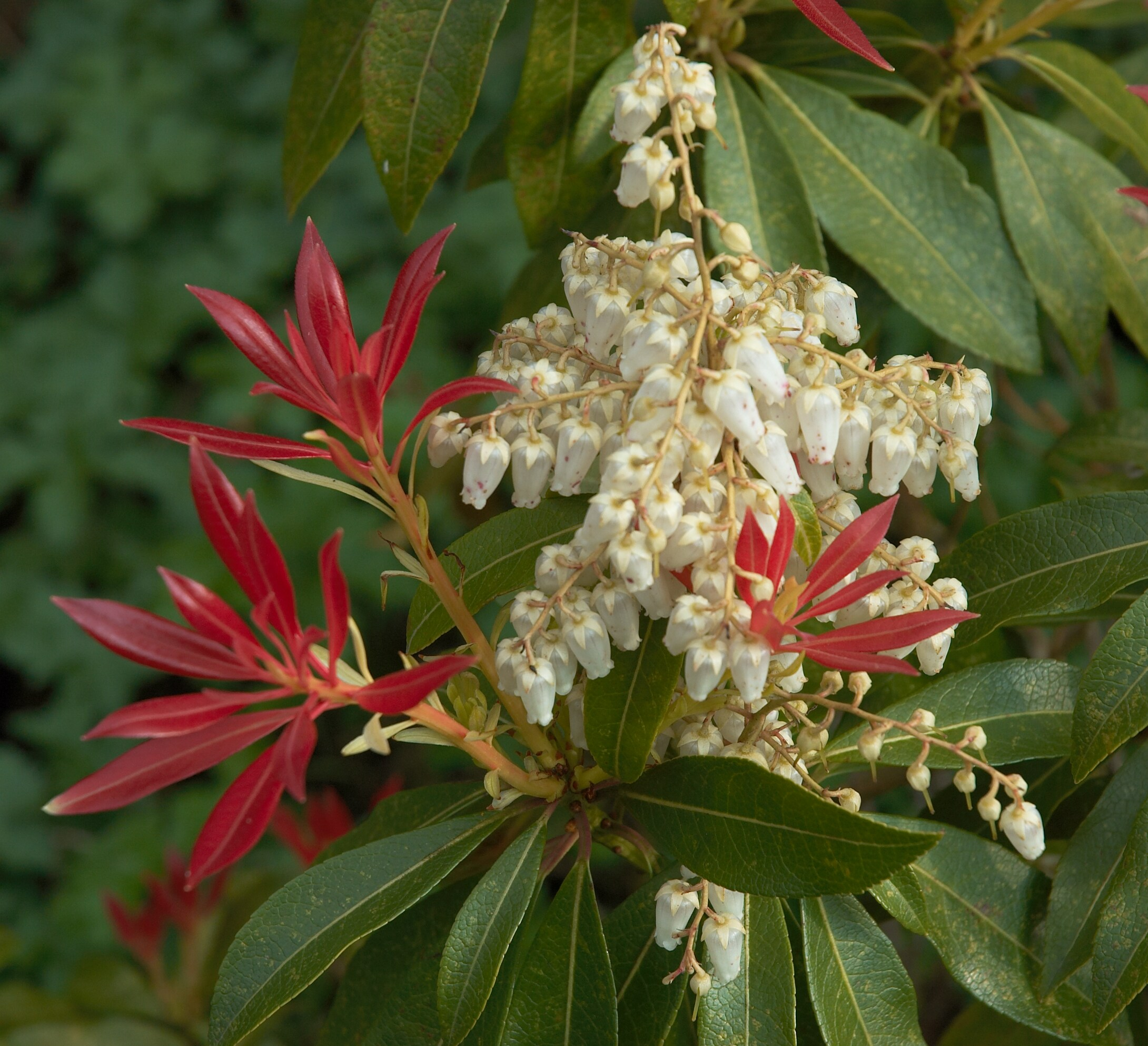
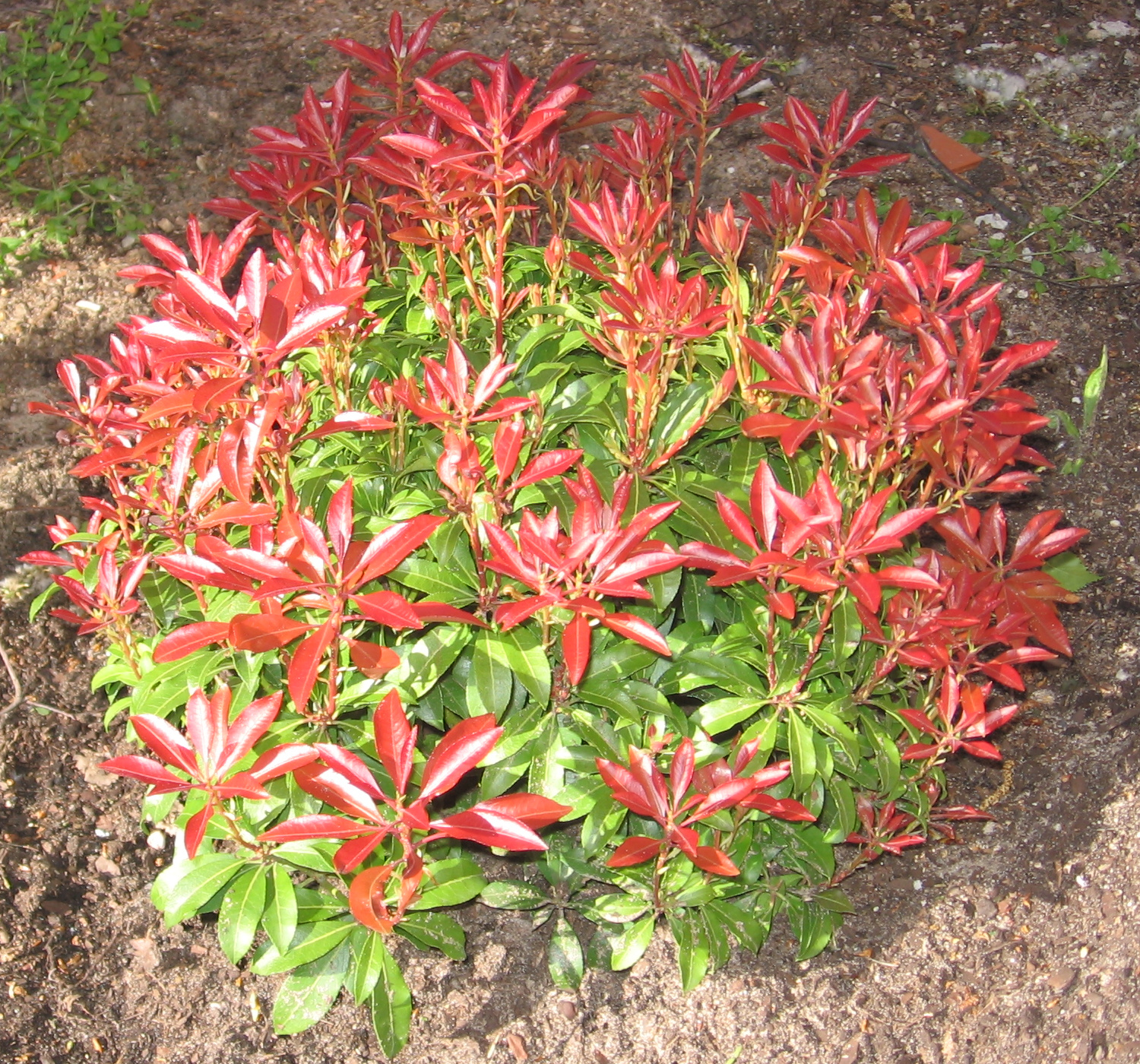